# Годой, Сантьяго
Сантьяго Леандро Годой (исп. Santiago Leandro Godoy; род. 4 февраля 2001, Авельянеда, Буэнос-Айрес) — аргентинский футболист, нападающий клуба «Расинг».

## Клубная карьера
Годой — воспитанник клубов «Бока Хуниорс», «Берасатеги» и «Расинг». 1 ноября 2020 года в матче против «Атлетико Тукуман» он дебютировал в аргентинской Примере в составе последних. В начале 2022 года Годой для получения игровой практики на правах аренды перешёл в «Чакарита Хуниорс». 13 февраля в матче против «Альмиранте Браун» он дебютировал в аргентинской Примере B. 27 марта в поединке против «Альварадо» Сантьяго забил свой первый гол за «Чакарита Хуниорс». По окончания срока аренды Годой вернулся в «Расинг».